# قتال الجيش اليدوي
قتال الجيش اليدوي (بالروسية: Армейский Рукопашный Бой) هو فن قتالي سوفييتي تم تطويره للجيش في أواخر السبعينيات وتم اختباره مع القوات السوفيتية المحمولة جواً، وذلك باستخدام تقنيات الضرب والتصارع مع التركيز على القتال في وضع الوقوف واستخدام الرميات لإسقاط الخصم بسرعة.